# Cryptops gracilimus
Cryptops gracilimus är en mångfotingart som beskrevs av Machado 1951. Cryptops gracilimus ingår i släktet Cryptops och familjen Cryptopidae.
Artens utbredningsområde är Angola. Inga underarter finns listade i Catalogue of Life.